# Yibin (Kreis)

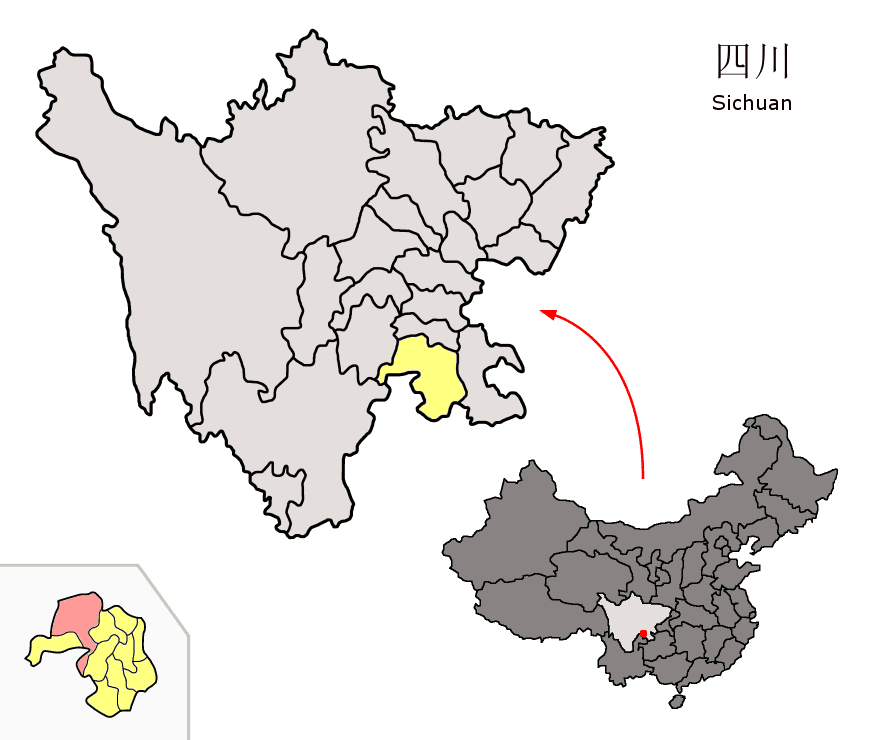
Lage des Kreises Yibin (rosa) in der bezirksfreien Stadt Yibin (gelb).

Der Kreis Yibin (chinesisch 宜宾县, Pinyin Yíbīn Xiàn) ist ein Kreis der bezirksfreien Stadt Yibin im Südosten der südwestchinesischen Provinz Sichuan. Er hat eine Fläche von 3.034 km² und zählt 938.157 Einwohner (Stand: Zensus 2020). Sein Hauptort ist die Großgemeinde Baixi (柏溪镇).

## Administrative Gliederung
Auf Gemeindeebene setzt sich der Kreis aus achtzehn Großgemeinden und acht Gemeinden zusammen. 